# بوتاکلامول
بوتاکلامول (AY-23،۰۲۸) یک داروی ضدروان‌پریشی تیپیکال است که هرگز به بازار عرضه نشد. این ترکیب به صورت نمک هیدروکلراید برای استفاده در تحقیقات عرضه می‌شود و عملکرد آن به عنوان آنتاگونیست گیرنده دوپامین است.